# Anastoechus latifrons
Anastoechus latifrons är en tvåvingeart som först beskrevs av Macquart 1839.  Anastoechus latifrons ingår i släktet Anastoechus och familjen svävflugor. Inga underarter finns listade i Catalogue of Life.